# Aristotele e la giustizia poetica
Aristotele e la giustizia poetica (Aristotle and the poetic justice) è un romanzo giallo del  di Margaret Doody. È il terzo libro dedicato alla serie di Aristotele detective. Come gli altri romanzi della serie, è ambientato nell'Atene del IV secolo a.C.
Il libro ha avuto traduzioni in francese, portoghese, spagnolo, neogreco, oltre che in italiano.

## Trama
È la primavera dell'anno 332 a.C. Le truppe di Alessandro sono alle prese con la conquista della Persia, e il grande condottiero si è impadronito di un enorme tesoro in argento a Persepoli. Prima della sua marcia vittoriosa all'interno dei territori persiani, Alessandro ha distrutto grandi città sulla costa dell'Asia Minore, e il mondo mediterraneo è inquieto, sconvolto dalla guerra, percorso in lungo e in largo da esuli e da prigionieri ridotti in schiavitù. D'altra parte, però, ci si attendono nuove, immense ricchezze. Durante la Notte dei Fantasmi, alla fine dell'Antesteria, la Festa dei Fiori che si celebra in Atene a febbraio, misteriose apparizioni culminano nel rapimento di un'ereditiera. Aristotele e Stefanos si recano in missione a Delfi, per cercare di ritrovare la fanciulla scomparsa. Ma nel loro cammino s'imbattono in festeggiamenti, fuggiaschi, strani enigmi e cadaveri. Il caso dell'ereditiera scomparsa si rivela più complicato di quanto sembrasse in un primo tempo. Alla fine, l'enigma può essere risolto unicamente da Aristotele, e soltanto con l'aiuto dell'Oracolo di Delfi.

## Edizioni
- Margaret Doody, Aristotele e la giustizia poetica, Palermo, Sellerio editore, 2000, 472 p. ISBN 9788838916489